# Smittina kussakini
Smittina kussakini är en mossdjursart som beskrevs av Gontar 1993. Smittina kussakini ingår i släktet Smittina och familjen Smittinidae. Inga underarter finns listade i Catalogue of Life.